# Osceola (Washington)
Osceola az Amerikai Egyesült Államok északnyugati részén, Washington állam King megyéjében elhelyezkedő kísértetváros.
Osceola postahivatala 1877 és 1909 között működött.